# Fritz Theile

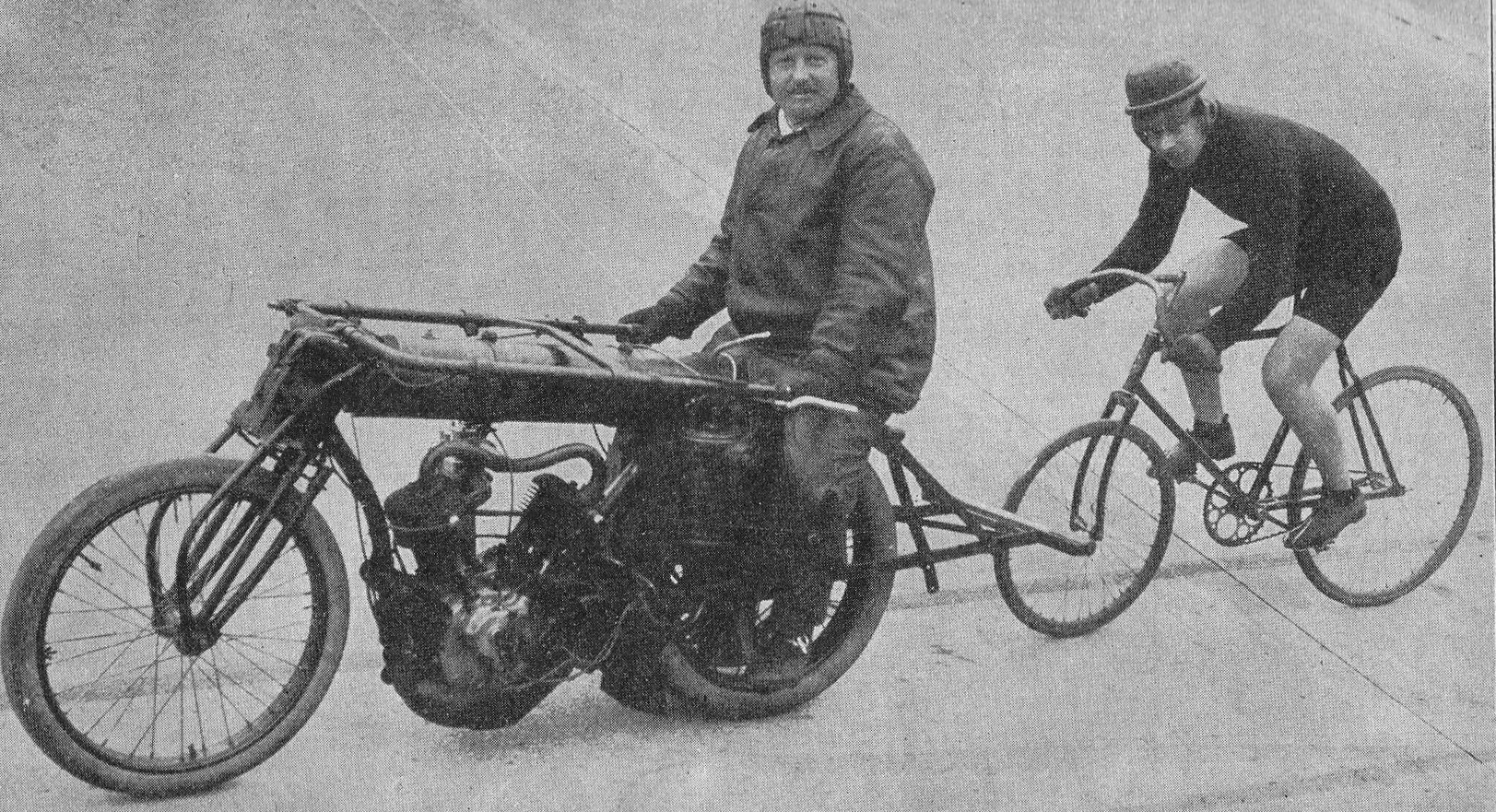
Fritz Theile hinter Schrittmacher Hartwig

Dieses Foto entstand wenige Sekunden, bevor Theile (oben) tödlich stürzte. Unten fährt der Franzose Jules Miquel.

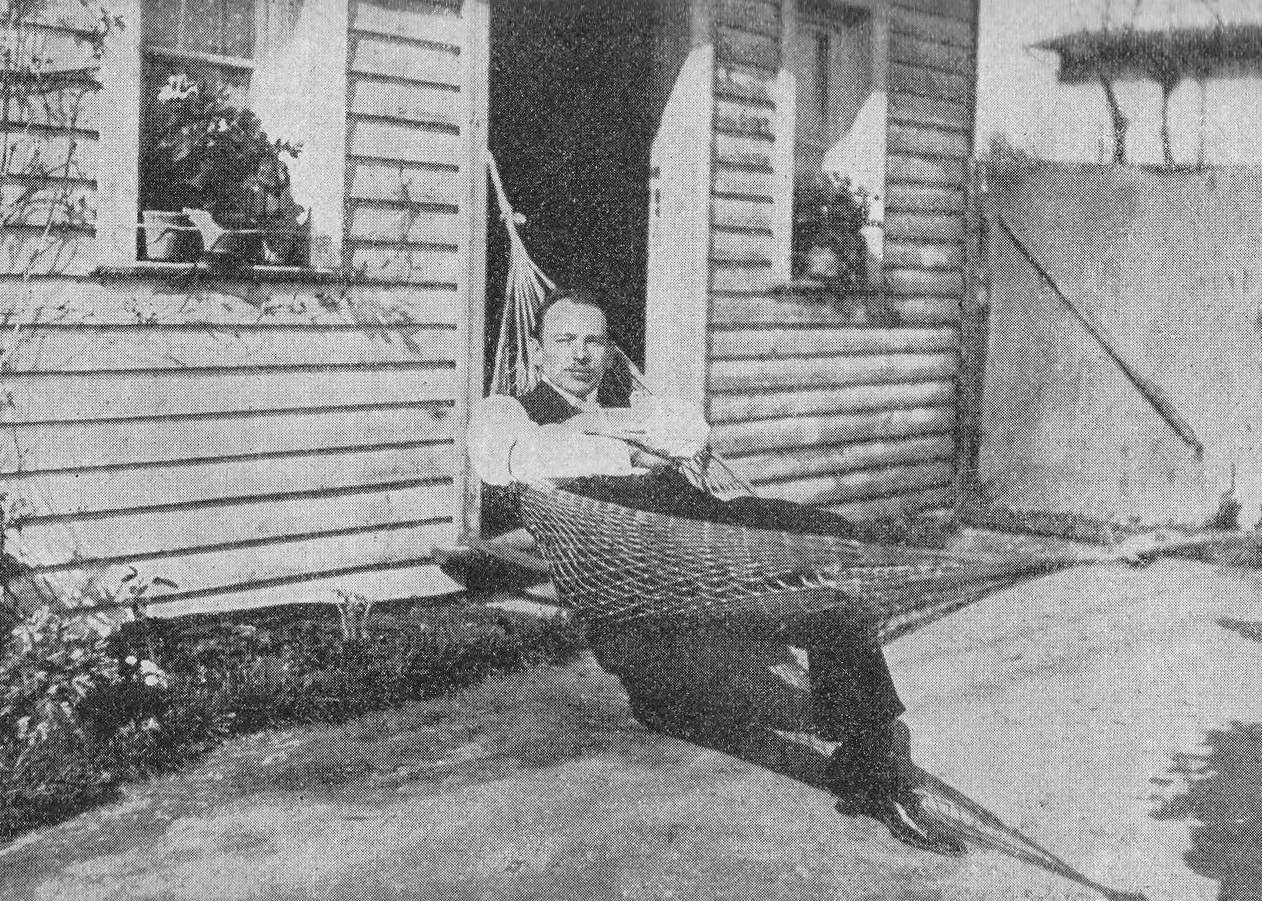
Theile vor seiner „Villa“

Friedrich „Fritz“ Theile (* 28. Oktober 1884 in Berlin; † 4. Juni 1911 in Zehlendorf b. Berlin) war ein deutscher Radrennfahrer. Er galt als einer der beliebten Berliner Lokalmatadore bei Bahnradrennen vor dem Ersten Weltkrieg. 

## Leben
Fritz Theile war gelernter Optiker. Er begann seine Radsport-Laufbahn 1902 als Sprinter, sattelte aber 1905 wie viele seiner Kollegen auf Steherrennen um, da diese lukrativer waren. Im Jahr 1909 war er auf deutschen Radrennbahnen der Fahrer mit dem höchsten Verdienst (jährlich 41.800 Reichsmark). Auch den Großen Preis von Europa gewann er in jener Saison.
In den folgenden Jahren siegte Theile bei zahlreichen Rennen, „Großer Preis“ oder „Goldenes Rad“ genannt, unter anderem beim Goldenen Rad von Berlin 1908 sowie die letzte Austragung des Großen Preises von Hamburg 1908 (den er auch 1907 gewonnen hatte). 1910 wurde er Europameister der Steher, vor Robert Walthour und Fritz Ryser. Im selben Jahr belegte er bei der deutschen Meisterschaft Platz drei. Im selben Jahr wurde er auch Dritter bei der inoffiziellen „Oberweltmeisterschaft“.
Theile galt als Berliner Original und war sowohl für seinen ausgeprägten Appetit wie auch für seine Trinkfestigkeit bekannt. Er lebte in einem Schuppen auf dem Gelände der Radrennbahn Steglitz, den er selbst mit Hilfe anderer Radrennfahrer herrichtete und wo er auch einen kleinen Garten anlegte. Die „Villa Theile“ war ein beliebter Treffpunkt der damaligen Radsport-Szene.
1911 verunglückte Fritz Theile bei einem Rennen auf der Radrennbahn in Zehlendorf bei Berlin tödlich. Tausende folgten seinem Sarg, wenig später wurde auf dem Friedhof in Wilmersdorf b. Berlin ein Grabdenkmal für ihn enthüllt.